# ヨハン (ブランデンブルク＝キュストリン辺境伯)
ヨハン（Johann）またはハンス（Hans, 1513年8月3日 - 1571年1月13日）は、ブランデンブルク＝キュストリン辺境伯。ブランデンブルク選帝侯ヨアヒム1世ネストルの次男で、母はデンマーク、ノルウェー、スウェーデンの王ハンスの娘エリーザベト。ヨアヒム2世ヘクトルの弟。

## 生涯
1535年に父が死去した際、現在のポーランド共和国ルブシュ県の一角に、ブランデンブルク＝キュストリン辺境伯領と呼ばれる所領を与えられた。
1537年にブラウンシュヴァイク＝ヴォルフェンビュッテル侯ハインリヒ2世の長女カタリーナ（1518年 - 1574年）と結婚し、2女をもうけた。
- エリーザベト（1540年 - 1578年） - アンスバッハ及びクルムバッハ辺境伯ゲオルク・フリードリヒと結婚。
- カタリーナ（1549年 - 1602年） - ブランデンブルク選帝侯ヨアヒム・フリードリヒと結婚。

兄ヨアヒム2世の死の10日後に死去し、男子がなかったため、辺境伯領は甥のヨハン・ゲオルク（ヨアヒム・フリードリヒの父）が選帝侯領に再編入した。